# Imbrasia richelmanni
Imbrasia richelmanni är en fjärilsart som beskrevs av Gustav Weymer 1908. Imbrasia richelmanni ingår i släktet Imbrasia och familjen påfågelsspinnare. Inga underarter finns listade i Catalogue of Life.